# Llista de peixos del riu Uruguai

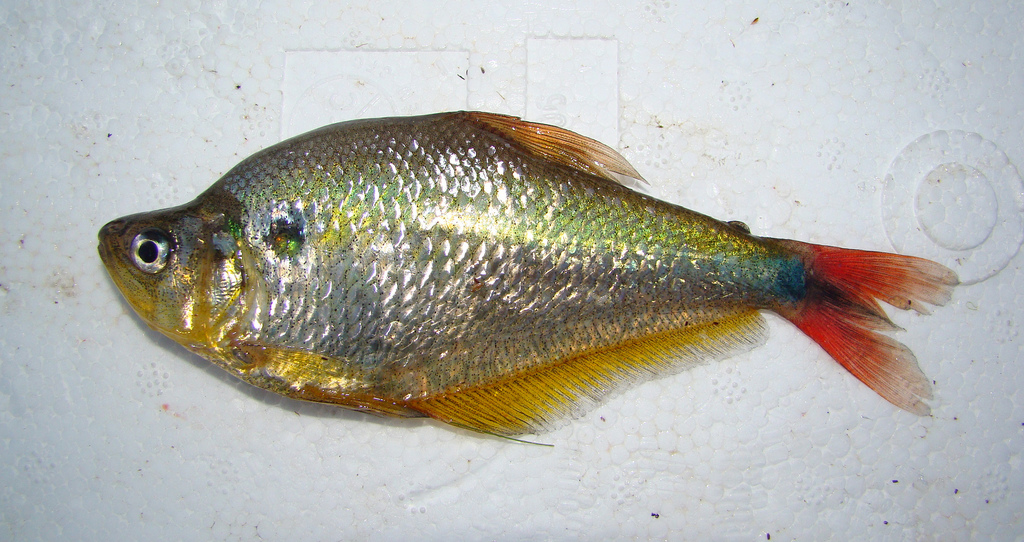
Charax stenopterus

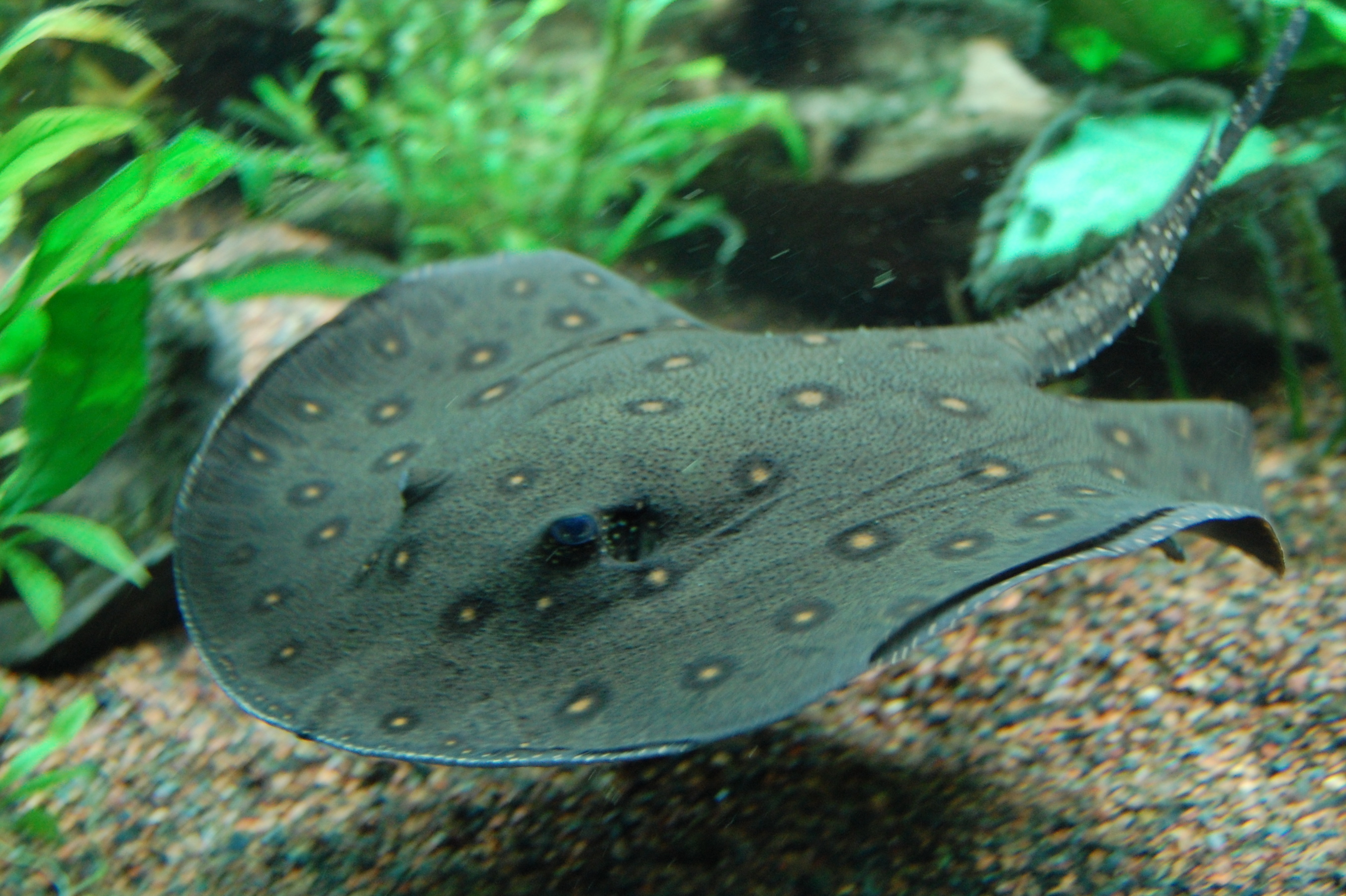
Potamotrygon motoro

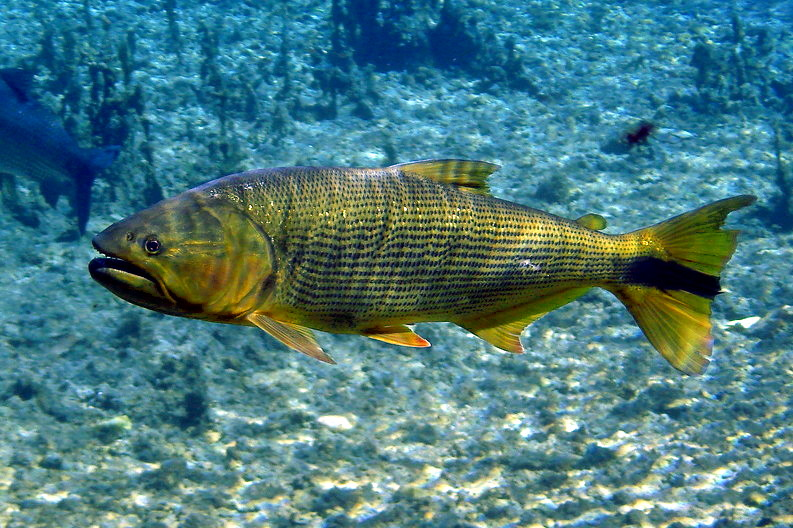
Salminus brasiliensis

Aquesta llista de peixos del riu Uruguai inclou les 227 espècies de peixos que es poden trobar al riu Uruguai, al Brasil, l'Argentina i l'Uruguai, ordenades per l'ordre alfabètic de llur nom científic.

## A
- Acestrorhynchus pantaneiro
- Ageneiosus militaris
- Ancistrus cirrhosus
- Ancistrus piriformis
- Ancistrus taunayi
- Apareiodon piracicabae
- Apistogramma commbrae
- Apteronotus ellisi
- Astyanax abramis
- Astyanax asuncionensis
- Astyanax bimaculatus
- Astyanax brachypterygium
- Astyanax eigenmanniorum
- Astyanax fasciatus
- Astyanax jacuhiensis
- Astyanax lineatus
- Astyanax ojiara
- Astyanax paris
- Astyanax saguazu
- Astyanax scabripinnis
- Australoheros facetus
- Australoheros forquilha
- Australoheros kaaygua
- Australoheros minuano
- Austrolebias affinis
- Austrolebias alexandri
- Austrolebias apaii
- Austrolebias arachan
- Austrolebias bellottii
- Austrolebias ibicuiensis
- Austrolebias juanlangi
- Austrolebias melanoorus
- Austrolebias nigripinnis
- Austrolebias periodicus
- Austrolebias varzeae
- Austrolebias vazferreirai

## B
- Brachyhypopomus bombilla
- Brachyhypopomus draco
- Brycon orbignyanus
- Bryconamericus iheringii
- Bryconamericus mennii
- Bryconamericus patriciae
- Bryconamericus stramineus
- Bryconamericus sylvicola
- Bryconamericus uporas
- Bryconamericus ytu
- Bunocephalus doriae

## C
- Callichthys callichthys
- Catathyridium jenynsii
- Catathyridium lorentzii
- Cetopsis gobioides
- Characidium occidentale
- Characidium pterostictum
- Characidium rachovii
- Characidium serrano
- Characidium tenue
- Characidium vestigipinne
- Characidium zebra
- Charax leticiae
- Charax stenopterus
- Cheirodon ibicuhiensis
- Cheirodon interruptus
- Clarias gariepinus
- Cnesterodon brevirostratus
- Cnesterodon holopteros
- Corydoras carlae
- Corydoras paleatus
- Crenicichla celidochilus
- Crenicichla gaucho
- Crenicichla hadrostigma
- Crenicichla igara
- Crenicichla iguassuensis
- Crenicichla jurubi
- Crenicichla lacustris
- Crenicichla lepidota
- Crenicichla minuano
- Crenicichla missioneira
- Crenicichla prenda
- Crenicichla scottii
- Crenicichla tendybaguassu
- Crenicichla vittata
- Crenicichla yaha
- Ctenopharyngodon idella
- Cyanocharax alegretensis
- Cyanocharax lepiclastus
- Cyanocharax uruguayensis
- Cynopotamus argenteus
- Cynopotamus kincaidi
- Cyphocharax platanus
- Cyphocharax spilotus
- Cyprinus carpio carpio

## D
- Diapoma terofali

## E
- Eigenmannia virescens
- Epactionotus aky
- Eurycheilichthys pantherinus

## G
- Galeocharax humeralis
- Geophagus brasiliensis
- Gymnogeophagus australis
- Gymnogeophagus balzanii
- Gymnogeophagus che
- Gymnogeophagus gymnogenys
- Gymnogeophagus meridionalis
- Gymnogeophagus rhabdotus
- Gymnogeophagus tiraparae
- Gymnotus carapo

## H
- Hemiancistrus chlorostictus
- Hemiancistrus fuliginosus
- Hemiancistrus meizospilos
- Hemiancistrus votouro
- Heptapterus mustelinus
- Heterocheirodon yatai
- Hisonotus candombe
- Hisonotus charrua
- Hisonotus hungy
- Hisonotus ringueleti
- Homodiaetus anisitsi
- Hoplias lacerdae
- Hoplias malabaricus
- Hoplosternum littorale
- Hyphessobrycon anisitsi
- Hyphessobrycon isiri
- Hyphessobrycon luetkenii
- Hyphessobrycon uruguayensis
- Hypobrycon leptorhynchus
- Hypobrycon maromba
- Hypobrycon poi
- Hypostomus alatus
- Hypostomus commersoni
- Hypostomus derbyi
- Hypostomus isbrueckeri
- Hypostomus luteus
- Hypostomus microstomus
- Hypostomus myersi
- Hypostomus regani
- Hypostomus roseopunctatus
- Hypostomus ternetzi
- Hypostomus uruguayensis

## I
- Iheringichthys labrosus
- Imparfinis hollandi
- Imparfinis mishky

## J
- Jenynsia eirmostigma
- Jenynsia onca

## L
- Leporinus amae
- Leporinus obtusidens
- Leporinus striatus
- Loricaria apeltogaster
- Loricariichthys anus
- Loricariichthys edentatus
- Loricariichthys melanocheilus
- Luciopimelodus pati

## M
- Macropsobrycon uruguayanae
- Megalancistrus parananus
- Megalonema platanum
- Microglanis cottoides
- Microglanis eurystoma
- Moenkhausia intermedia
- Moenkhausia sanctaefilomenae

## O
- Odontesthes bonariensis
- Odontesthes humensis
- Odontesthes orientalis
- Oligosarcus brevioris
- Oligosarcus jenynsii
- Oligosarcus longirostris
- Oligosarcus menezesi
- Oligosarcus oligolepis
- Oligosarcus paranensis
- Oreochromis niloticus niloticus
- Otocinclus flexilis

## P
- Pachyurus bonariensis
- Paraloricaria agastor
- Paraloricaria commersonoides
- Paraloricaria vetula
- Parapimelodus valenciennis
- Parastegophilus maculatus
- Paravandellia oxyptera
- Pareiorhaphis hystrix
- Pareiorhaphis vestigipinnis
- Phalloceros caudimaculatus
- Piaractus mesopotamicus
- Pimelodella australis
- Pimelodus absconditus
- Pimelodus atrobrunneus
- Pimelodus maculatus
- Pogonopoma obscurum
- Potamotrygon brachyura
- Potamotrygon motoro
- Prochilodus lineatus
- Pseudobunocephalus iheringii
- Pseudohemiodon devincenzii
- Pseudohemiodon laticeps
- Pseudopimelodus mangurus
- Pseudoplatystoma corruscans
- Pygocentrus nattereri

## R
- Ramnogaster melanostoma
- Rhamdella longiuscula
- Rhamdia quelen
- Rhamphichthys hahni
- Rhaphiodon vulpinus
- Rineloricaria anhaguapitan
- Rineloricaria misionera
- Rineloricaria reisi
- Rineloricaria sanga
- Rineloricaria setepovos
- Rineloricaria stellata
- Rineloricaria tropeira
- Rineloricaria zaina
- Rivulus punctatus
- Roeboides prognathus

## S
- Salminus brasiliensis
- Schizodon australis
- Schizodon nasutus
- Serrapinnus calliurus
- Serrasalmus maculatus
- Sorubim lima
- Steindachneridion punctatum
- Steindachneridion scriptum
- Steindachnerina biornata
- Steindachnerina brevipinna
- Sturisoma barbatum
- Synbranchus marmoratus

## T
- Tatia boemia
- Tatia neivai
- Tetragonopterus argenteus
- Thoracocharax stellatus
- Trachelyopterus galeatus
- Trachelyopterus teaguei
- Triportheus paranensis[1]